# Mimetaxalus densepunctatus
Mimetaxalus densepunctatus är en skalbaggsart som beskrevs av Stefan von Breuning 1957. Mimetaxalus densepunctatus ingår i släktet Mimetaxalus och familjen långhorningar.
Artens utbredningsområde är Madagaskar. Inga underarter finns listade i Catalogue of Life.